# Dror Kasztan
Dror Kasztan (hebrajski: דרור קשטן), (ur. 1 października 1944 w Petach Tikwie, zm. 15 stycznia 2024) – izraelski trener piłkarski i piłkarz. Selekcjoner reprezentacji Izraela w latach 2006–2010.

## Życiorys
Był piłkarzem grającym na pozycji (pomocnika), który karierę rozpoczął w drużynie drugoligowego wówczas Hapoelu Petach Tikwa. Był pierwszym i jak do tej pory jedynym piłkarzem w historii Izraela, który miał zaszczyt reprezentować swoją ojczyznę po rozegranym tylko jednym meczu ligowym. Oprócz w Hapoelu Petach Tikwa grał też w Hapoelu Kefar Sawa.
Jest najbardziej utytułowanym trenerem w Izraelu:
- 6 mistrzostw kraju
- 5 krajowych Pucharów
- 3 Puchary Toto

Po dymisji szkoleniowca Awrahama Granta objął seniorską reprezentację Izraela w piłce nożnej.

## Kariera trenerska
| Sezon     | Klub                     | Kraj   | Flaga  |
| --------- | ------------------------ | ------ | ------ |
| 2010–2011 | Bene Jehuda              | Izrael | Izrael |
| 2006–2010 | Izrael                   | Izrael | Izrael |
| 2005/06   | Hapoel Tel Awiw          | Izrael | Izrael |
| 2004/05   | Hapoel Petach Tikwa      | Izrael | Izrael |
| 1999/04   | Hapoel Tel Awiw          | Izrael | Izrael |
| 1997/99   | Beitar Jerozolima        | Izrael | Izrael |
| 1996/97   | Hapoel Tel Awiw          | Izrael | Izrael |
| 1995/96   | Maccabi Tel Awiw         | Izrael | Izrael |
| 1994/95   | Hapoel Hajfa             | Izrael | Izrael |
| 1992/94   | Beitar Jerozolima        | Izrael | Izrael |
| 1991/92   | Maccabi Petach Tikwa     | Izrael | Izrael |
| 1989/90   | Hapoel Ramat Gan         | Izrael | Izrael |
| 1988/89   | Beitar Jerozolima        | Izrael | Izrael |
| 1987/88   | Maccabi Hajfa            | Izrael | Izrael |
| 1985/87   | Beitar Jerozolima        | Izrael | Izrael |
| 1984/85   | Izrael (U-21)            | Izrael | Izrael |
| 1983/84   | Hapoel Lod               | Izrael | Izrael |
| 1980/83   | Hapoel Kefar Sawa        | Izrael | Izrael |
| 1978/80   | Hapoel Lod               | Izrael | Izrael |
| 1977/78   | Hapoel Kirjat Ono        | Izrael | Izrael |
| 1977/77   | Hapoel Kefar Sawa        | Izrael | Izrael |
| 1975/76   | Hapoel Kefar Sawa (jun.) | Izrael | Izrael |